# Purenleon imbellis
Purenleon imbellis is een insect uit de familie van de mierenleeuwen (Myrmeleontidae), die tot de orde netvleugeligen (Neuroptera) behoort. 
Purenleon imbellis is voor het eerst wetenschappelijk beschreven door Banks in 1941.